# Чилакілес
Чилакі́лес (ісп. chilaquiles) — традиційна страва мексиканської кухні. Основу складають обсмажені шматочки кукурудзяної тортильї, інакше звані «тото́пос». Шматочки, зазвичай нарізані трикутниками, заливаються сальсою на основі чилі і підігріваються на повільному вогні до розм'якшення. Залежно від регіональних або сімейних традицій до страви можуть також додаватися потрепана курятина або яловичина, чорізо, сир, цибуля, оката яєчня, авокадо, сметана або гарнір з пересмажених бобів.
Назва страви походить від слова на мові науатль, chīlāquilitl, «вимочені в чилі».
Зазвичай чилакілес подається на сніданок. У домашній обстановці в хід часто йдуть залишки недоїдених тортильї й залишки сальси. Чилакілес також подаються як остання страва на весільних святкуваннях, що затягуються до ранку.